# 演化生態學
演化生態學（Evolutionary ecology）是一個結合生態學和演化生物學的橋樑。它以思考物種演化史及生物交互作用的方式來看待生態學。此外，它也可以被視為一種研究演化的方法，在看待演化時納入了物種交互作用的影響。演化生態學的主要次領域是生活史理論、社會生物學（社會行為的演化）、種間交互作用的演化（例如合作、掠食者-獵物交互作用、寄生、共生）以及生物多樣性和生態群落的演化。

生物的系統發育樹

演化生態學主要考慮兩件事：交互作用（物種—物種之間以及物種—環境之間）如何透過選擇和適應來影響一物種，並影響其演化的結果。

## 演化模型
演化生態學中很大一部分是使用模型和經驗法則作為證據，例如戴維·蘭伯特·賴克對加拉帕戈斯群島達爾文雀的研究。 該研究對於分析不同生態因子在物種形成中的作用具有重要意義。 GF Gause認為，兩個物種無法長期佔據完全相同的生態區位；Lack為物種的差異是適應性的並且是由自然選擇產生的。 
1968年，理查德·萊文斯提出物種專一化模型，該模型描述棲息地專一化如何對物種在異質性環境中的適應、演化產生影響，並發展特定環境下空間尺度的概念，定義了微觀與宏觀空間尺度的差異。該模型的促進了環境生態學家對空間尺度如何影響物種多樣性的理解。
1996年，Law和Diekmann提出了另一個模型——互利共生模型，在此關係中，兩生物體彼此都能獲利。兩人也提出一項稱為自適應動力學的假說，該假說認為族群應對環境擾動的速度比突變發生的速度更快。 此假說旨在簡化解決群集內物種交互作用的其餘模型。
糾結的自然模型（tangled nature model）提供展示和預測演化生態學趨勢的新方法。 該模型分析了群體中容易發生突變的個體以及滅絕率等其他因素。 該模型由倫敦帝國學院的 Simon Laird、Daniel Lawson 和 Henrik Jeldtoft Jensen 於 2002 年開發。模型的目的是基於觀察創建一個簡單且符合邏輯的生態模型。 此模型的設計使得在決定族群的形態和適應性時可以考慮生態效應。

## 生態遺傳學
生態遺傳學藉由研究自然族群的性狀演化，與演化生態學產生交會。生態學家關心的是環境和時間框架如何導致某些優勢基因的出現。 生物必須不斷適應才能在自然環境中生存。 基因決定了哪些生物會存活下來，哪些會滅絕。 當生物出現不同的遺傳變異時，就稱為多態性。攜帶優勢基因的生物體將會因為在該生態區位中具有優勢而存活，並繼續參與演化的過程。

## 演化生態學家

### 查爾斯·達爾文
演化生態學的基礎可以追溯自查爾斯·達爾文（1809-1882），特別是在他的自然選擇和族群動力學理論時，該理論探討一物種的族群如何隨時間變化。哈佛大學動物學教授恩斯特·瓦爾特·邁爾認為，達爾文對演化生物學和生態學最重要的貢獻為：「首先是物種的非恆定性，或演化本身的現代概念。第二個是 分支進化的概念，意即地球上所有物種的共同起源源自於同個特別的起源。此外，達爾文進一步指出，演化必須是漸進的，沒有明顯的中斷。最後，他推論演化的機制是自然選擇 。 」

### 喬治·伊夫林·哈欽森
喬治·伊夫林·哈欽森（1903-1991）投入生態學領域的研究超過 60 年，期間他在系統生態學、輻射生態學、湖泊學和昆蟲學方面產生了重大影響。 哈欽森被史蒂芬‧古爾德稱為「現代生態學之父」 ，他是最早將生態學和數學連結起來的科學家之一。 哈欽森描述建構了族群的數學模型、不同年齡個體比例的變化、出生率、生態區位以及族群生態學研究技術中的物種交互作用。 他也對湖泊學有濃厚的興趣，因為他相信可以將湖泊作為一個生態系統的縮影，從而深入了解系統性的行為。哈欽森也因其在生態學中的偶然循環系統而聞名，該理論指出「物種群體可能會受到環境的影響，並且對環境做出反應。若任一系統中的某些特性以A 系統對 B 系統的作用方向改變，這將導致B 系統的特性改變，並反過來影響B 系統對A 系統的作用方式。」

### 羅伯特·麥克阿瑟
羅伯特·麥克阿瑟（1930-1972 年）在進化生態學領域最著名的作品是島嶼生物地理學理論，書中提出“島嶼上的物種數量都反應了有哪些新物種開始移入島嶼並定居，又或者已 存在物種的滅絕速度。」

### 埃里克·羅傑·皮安卡
埃里克·羅傑·皮安卡（1939年至今）在演化生態學的研究成果包含覓食策略、繁殖策略、競爭與生態區位理論、群落結構與族群、群集多樣性。皮安卡也因為對蜥蜴的興趣而聞名，常使用其作為研究對象，因為他們「通常數量眾多，因此相對容易定位、觀察和捕捉。」

### 邁克爾·羅森茨維格
邁克爾·羅森茨維格（1941年至今）開創和解生態學，該學科基於他提出的以下理論：
人為設立的自然保護區已經不足以保護地球的生物多樣性，因為人類已經開發過多土地，以至於對生物地球化學循環產生不可逆的影響，並直接或間接的影響存活於生態系統的其他物種。

## 相關研究
邁克爾·羅森茨維格的和解生態學理論是根據亞歷山大·馮·洪保德提出的法則，相對於較小、破碎的地區，大面積的連續土地可以增加物種多樣性（物種面積曲線）。生物多樣性的動力學如今被用來衡量地球上物種多樣性的減少，而和解生態學就是試圖提出面對多樣性損失的應對策略。
演化生態學透過辨識物種間的共生關係，研究其對物種演化所提供的動力為何。在共生關係中，共生的物種必須提供其宿主一些優勢，以便此段關係得以長期且穩定的存在，並在演化上具有優勢。蚜蟲及共生細菌的研究表明細菌經常在蚜蟲的世代中代代相傳，表現顯著的垂直傳播。研究結果顯示，這些共生細菌最終賦予宿主蚜蟲一些對寄生蟲的抵抗力，這既增加了蚜蟲的適應性，也導致物種之間的共同演化。

### 慈鯛科的顏色變化
演化生態學的經典案例為慈鯛科的顏色變化。慈鯛科中有 2,000 多種魚類，種類豐富，能夠產生非常複雜的社會互動。由于環境適應和增加有性繁殖的机会，慈鯛科魚類會表現出多種顏色的變化，即種群內顏色模式的改變。

## 外部連結
- 维基共享资源上的相關多媒體資源：演化生態學
- Evolutionary Ecology Research （页面存档备份，存于）
- Methods in Ecology and Evolution
- Ecology and Evolution （页面存档备份，存于）
- Evolutionary Ecology （页面存档备份，存于）